# 卡尼利亚斯德亚尔瓦伊达
卡尼利亚斯德亚尔瓦伊达，是西班牙安达卢西亚自治区马拉加省的一个市镇。 总面积33平方公里，总人口726人（2001年），人口密度22人/平方公里。